# とんがりボウシと魔法のお店
『とんがりボウシと魔法のお店』（とんがりボウシとまほうのおみせ）は、コナミデジタルエンタテインメントから2010年11月11日に発売されたニンテンドーDS用ゲームソフト。

## 概要
前作のとんがりボウシと魔法の365にちの続編だが時系列的な繋がりはない。

## システム
- 前作のシステムを継承し今作では自分のお店を開く事が出来る[2]。
- 前作とんがりボウシと魔法の365にちのデータを引き継ぐ事も出来る。(データ引継ぎにはニンテンドーDS本体を2台必要)
- 魔法学校内にある掲示板などで不適切な言葉などを入力すると自動で消えるようになっている。

## キャラクター
数多くの不思議な生き物や動物が登場している。

## スタッフ
- 音楽：海田明里